# 马颈
马颈是一款由国际调酒师协会认证的鸡尾酒，它最大的特色是有一根长而卷曲的柠檬皮捲作為酒饰。

## 制作
马颈是由白兰地（有时也会使用波本威士忌）和姜汁汽水制作而成的鸡尾酒，同时以一根彎而長的柠檬皮捲作為酒饰放入古典杯或可林杯。当使用Ale-8-One或美格波本威士忌时这杯鸡尾酒通常被称作肯塔基绅士。同样的一种类似的加拿大饮料黑麦姜汁（rye & ginger）则是由加拿大威士忌和姜汁汽水制成的。

## 历史
马颈的历史可以追溯到19世纪90年代，当时则是一种使用姜汁、冰块以及柠檬皮捲制成的无酒精饮料。而到了1910年代人们则会加入白兰地或者 波本威士忌，同时改名为《上頭的马颈》（Horse's Neck with a Kick）或《落枕马颈》（Stiff Horse's Neck）。在20世纪50年代末和60年代初的纽约州北部仍会提供无酒精版本的马颈，但是最终被淘汰。

## 文化影响
在1943年的电影《船长恨海》（The Captain Hates the Sea），艾莉森·斯基普沃斯想喝一杯马颈，当弗雷德·基廷试图阻止她时，她说：“我是一匹孤狼，这是我的夜晚，我要嚎啕大哭。”之后她告诉服务生说：“……确保这杯酒一定够烈，查理。” 之后不满的服务生便开始拿着一个柠檬开始剥皮并嘀咕道：“……绕来绕去，绕来绕去，绕来绕去，只为了那个古里古怪的马颈。”
在1935年的音乐剧《礼帽》中，玛奇（海伦·布罗德里克饰）试图用意大利语点一杯饮料但是最终放弃了并说了一句：“马颈。”
在1953年的电影《无极限》中，乔治·福姆比饰演的乔治·沙特尔沃斯在前往马恩岛的途中意外的点了一杯马颈，他在开始打算点一杯柠檬水，但之后情况开始变得混乱起来。因为他开始重复其他客人的订单以求吸引在繁忙的酒吧中刻意忽略乔治的服务生的注意力。
在1950年至少有两部黑色电影提到了马颈的无酒精版本：在汉弗莱·鲍嘉的《兰闺艳血》中的玛莎·斯图尔特扮演的衣帽间服务生表示，在姜汁汽水中加入一片柠檬被称为马颈。并且在电影《墙外》中多萝西·哈特告诉理查德·贝哈特组成马颈的两种成分。
20世纪60年代，马颈酒在英国皇家海军的病房里开始流行，取代了“粉红金酒”成为军官们的招牌酒。 在1975年的电影《扬子江突围记》中很早就提到了这一点。在该片中，一名海军军官于1949年喝了一杯马颈酒。并且在海军鸡尾酒会(CTP)上，它曾由管家用玻璃壶盛装预调酒，并与类似的预调酒金汤力一起然后询问：“先生，金汤力还是马颈。”
在1988年的电影《活死人归来第二部》的结尾中曼德尔医生询问未成年的角色杰西·威尔逊是否喝过马颈，他回答：“没有。”